# Miroslav Hudeček (sochař)
Miroslav Hudeček (30. dubna 1935 Strážnice – 28. června 2025) byl český sochař a keramik.

## Život
Miroslav Hudeček se narodil 30. dubna 1935 ve Strážnici. Vyučil se točičem keramiky , pokračoval studiem na Střední uměleckoprůmyslové škole v Uherském Hradišti, kde se také seznámil se svojí ženou Olgou. Ve studiu pokračoval v Praze na Akademii výtvarných umění u profesorů Jana Laudy a Vincence Makovského. Absolvoval v roce 1961 a díky svému talentu a uměleckým dílům získal roční stáž v ateliéru japonského sochaře Tochio Adate v New Yorku v letech 1966-1967. Vytvářel díla pro interiéry a exteriéry, spolupracoval s architekty. Svá díla tvořil z kamene, dřeva, bronzu, betonu, mědi, cínu, textilu a kameniny s převahou monumentální tvorby. Jeho dílem je socha J. A. Komenského ve Strážnici, busta T.G. Masaryka v Říčanech, nebo plastika boha vína Bakchuse v Galerii Znovín. Monumentální sochy do parků, zahrad, vstupních hal realizoval především z kyselinovzdorné kameniny. Některá sochařská a keramická díla vytvářel spolu se svojí manželkou Olgou. Nejznámější je socha Mateřství v exteriéru Fakultní nemocnice v Praze Motole a Sousoší Faun a Vltava u metra v Holešovicích v Praze.Dvě děti, které se jim narodily, zemřely (Veronika, † 1980; Dominik, † 1991). V roce 1996 Česká televize natočila a odvysílala dokument Kámen a bolest, Hlína a láska – Olga, Miroslav, Veronika, Dominik. Manžele spojovala i láska k vínu a vinařské architektuře, jejich díla byla v Galerii Znovín v Louckém klášteře ve Znojmě. Společně s manželkou podporoval dětskou onkologii v Praze. Žil s manželkou Olgou Hudečkovou od roku 1970 v Říčanech, kde měli i společný ateliér.
Byl členem Sdružení výtvarných umělců keramiků, Českého fondu výtvarných umění, Unie výtvarných umělců České republiky, Sdružení výtvarných umělců moravských, Slováckého krúžku v Praze a tvůrčího kolektivu Index
Pro veřejnost pořádali s manželkou kulturní pořady a přednášky, například
- 1993 Rudolfinum Praha, 3. místo čtenářské soutěže „Dvojice“ Olga a Miroslav Hudečkovi „Manželé, kteří stvořili krásu“
- 1995 „O nás dvou“ – setkání s Olgou a Miroslavem Hudečkovými, keramičkou a sochařem
- 1999 Praha , „Den Říčan“ u Premonstrátů na Strahově – Praha. Kulturní pořad připravila a uváděla: Olga Hudečková
- 2004 Praha, Chodov, „Olga a Miroslav Hudečkovi“ se svými přáteli – muzikanty Slováckého krúžku Praha

#### Ocenění
- 1960–1961 Hlavní cena Akademie výtvarných umění – uděleno při absolutoriu
- 1961 Hlavní cena Akademie výtvarných umění v oboru sochařství
- 1965 Čestné uznání (Svazu Českých výtvarných umělců)
- 1974 Bronzová plaketa a poděkování za 15 let veřejně prospěšné činnosti v Praze 2-Vinohrady
- 1979 Bronzová plaketa a poděkování za 20 let veřejně prospěšné činnosti v Praze
- 1984 Čestné uznání Pražské odborové rady v Praze
- 2007 Čestné občanství města Vodňany[11]

## Dílo

### Knihy, katalogy, výběr
- Setkání 65: katalog výstavy: květen - červen 1965, Dům umění v Hodoníně. Hodonín: Dům umění, 1965
- Miroslav Hudeček, Olga Hudečková: Galerie bratří Čapků. Praha: Svaz českých výtvarných umělců, [1970]
- HUDEČKOVÁ, Olga a HUDEČEK, Miroslav. Kouzelný svět dětí. Praha: Ústřední kulturní dům železničářů, 1981
- PELIKÁN, Jaroslav et al. [Výtvarné dílo Hudečkových]: výběr [z prací] Olgy, Miroslava, Veroniky, Dominika Hudečkových: Strážnice květen 1988, Uherský Brod červen - červenec 1988: katalog výstavy. Strážnice: Ústav lid. umění, 1988.
- HUDEČEK, Miroslav a HUDEČKOVÁ, Olga. Carpe diem = Užívej dne: Miroslav Hudeček - sochy, kresby, [Olga Hudečková - keramika]. Říčany: O. a M. Hudečkovi, ©2005. 191 s ISBN 80-239-4564-5

### Účast na výstavách, výběr
- 1970 Praha, Galerie bratří Čapků
- 1971 Strážnice a Uherský Brod
- 1976 Vodňany, Muzeum
- 1980 a 1990 Olomouc
- 1991 Praha Atrium a Říčany
- 1994 Český Krumlov a Praha
- 1996 Mariánské Lázně, Městské muzeum
- 2000 a 2001 Týn nad Vltavou, Vltavotýnské výtvarné dvorky
- 2001 Hodonín, Galerie
- 2002 Nové Město na Moravě, Horácká galerie
- 2004 Rakovník, Muzeum a Zlín, Galerie
- 2005 Strážnice, Národní ústav lidové kultury
- 2008 Vodňany, Muzeum a galerie
- 2011 Praha, Vyšehrad
- 2014 Havlíčkův Brod, Muzeum Vysočiny
- 2017 Týn nad Vltavou, Městské centrum kultury
- 2022 Říčany, Galerie

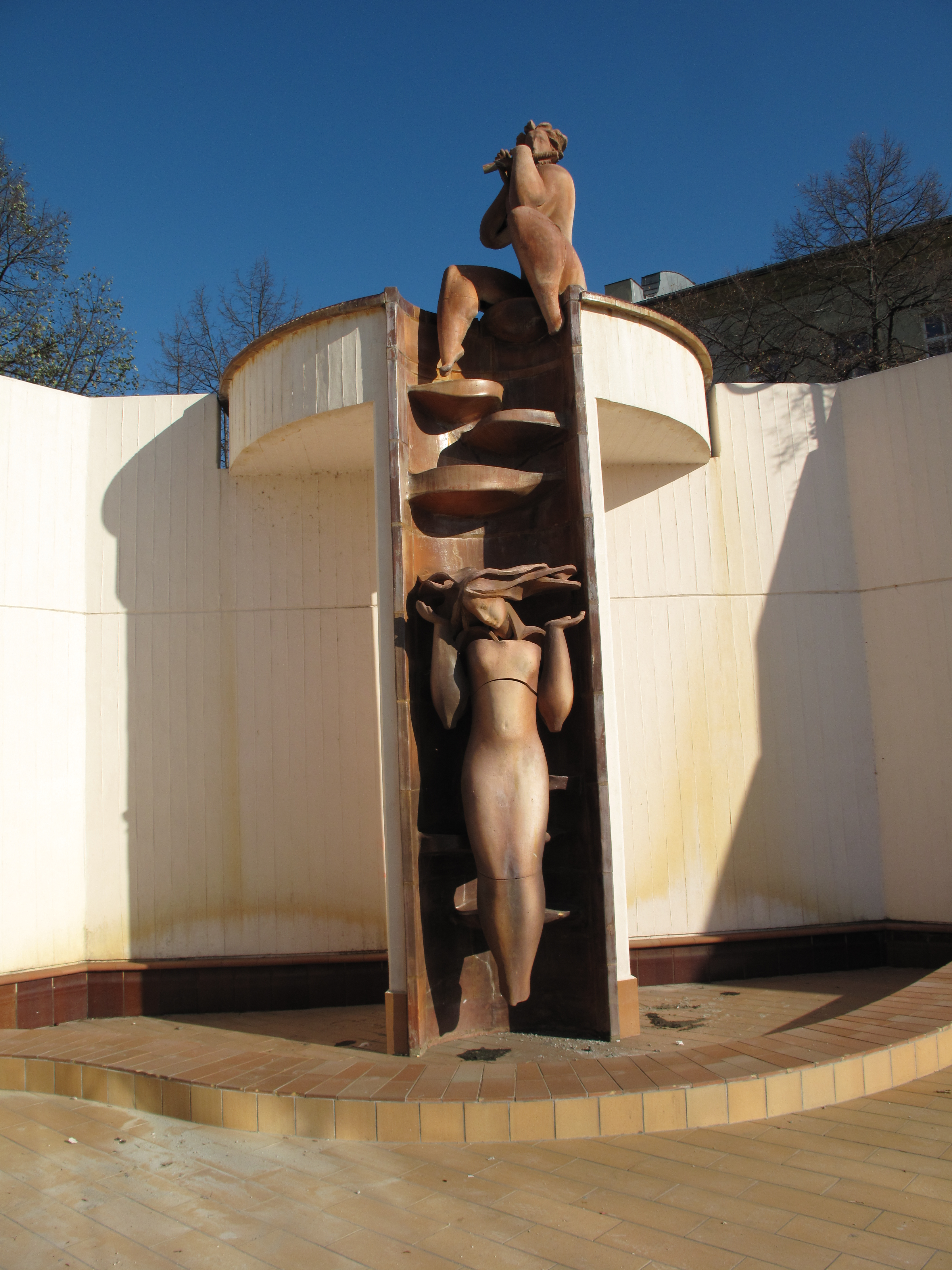
Faun a Vltava, Praha
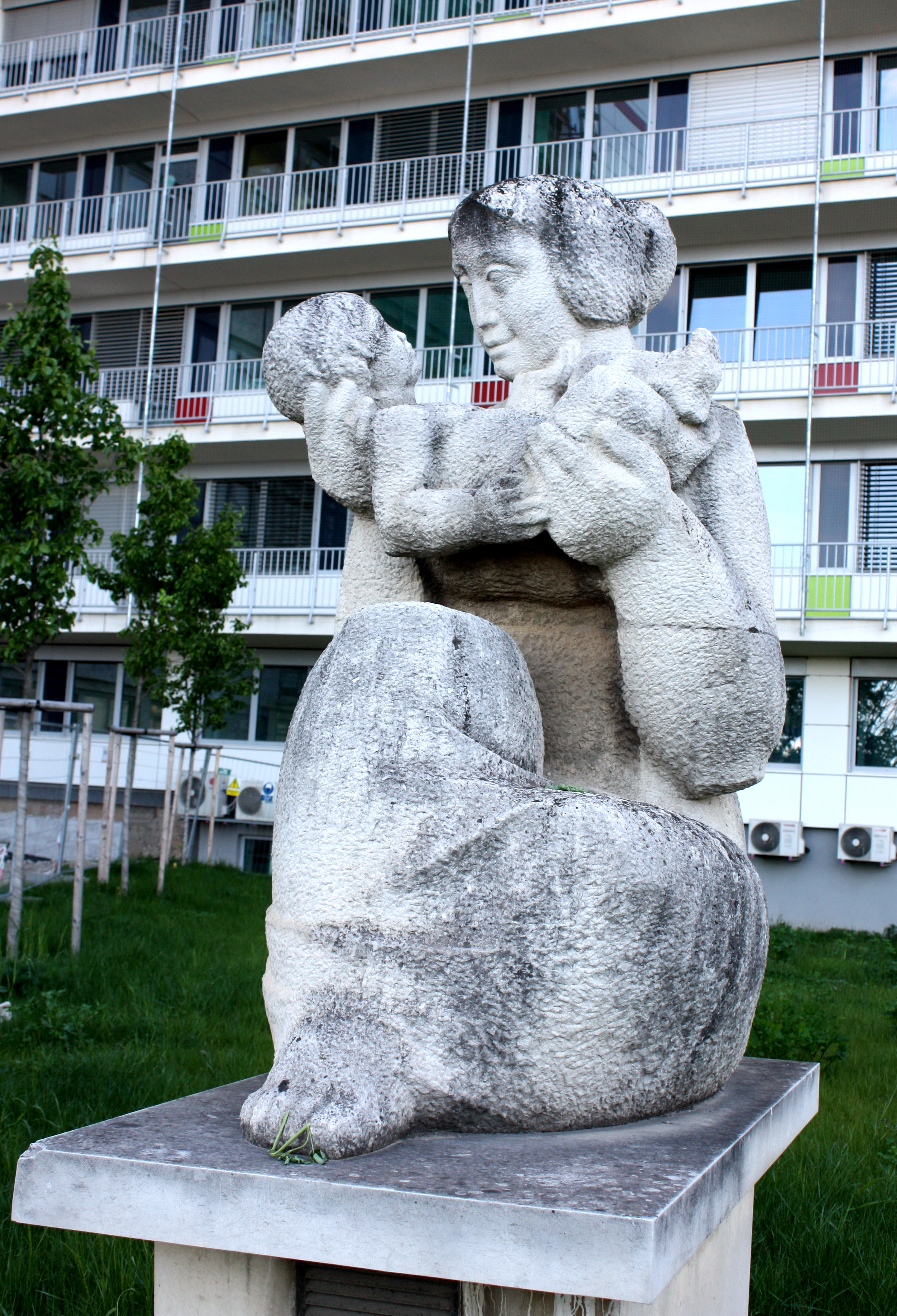
Mateřství, Praha Motol
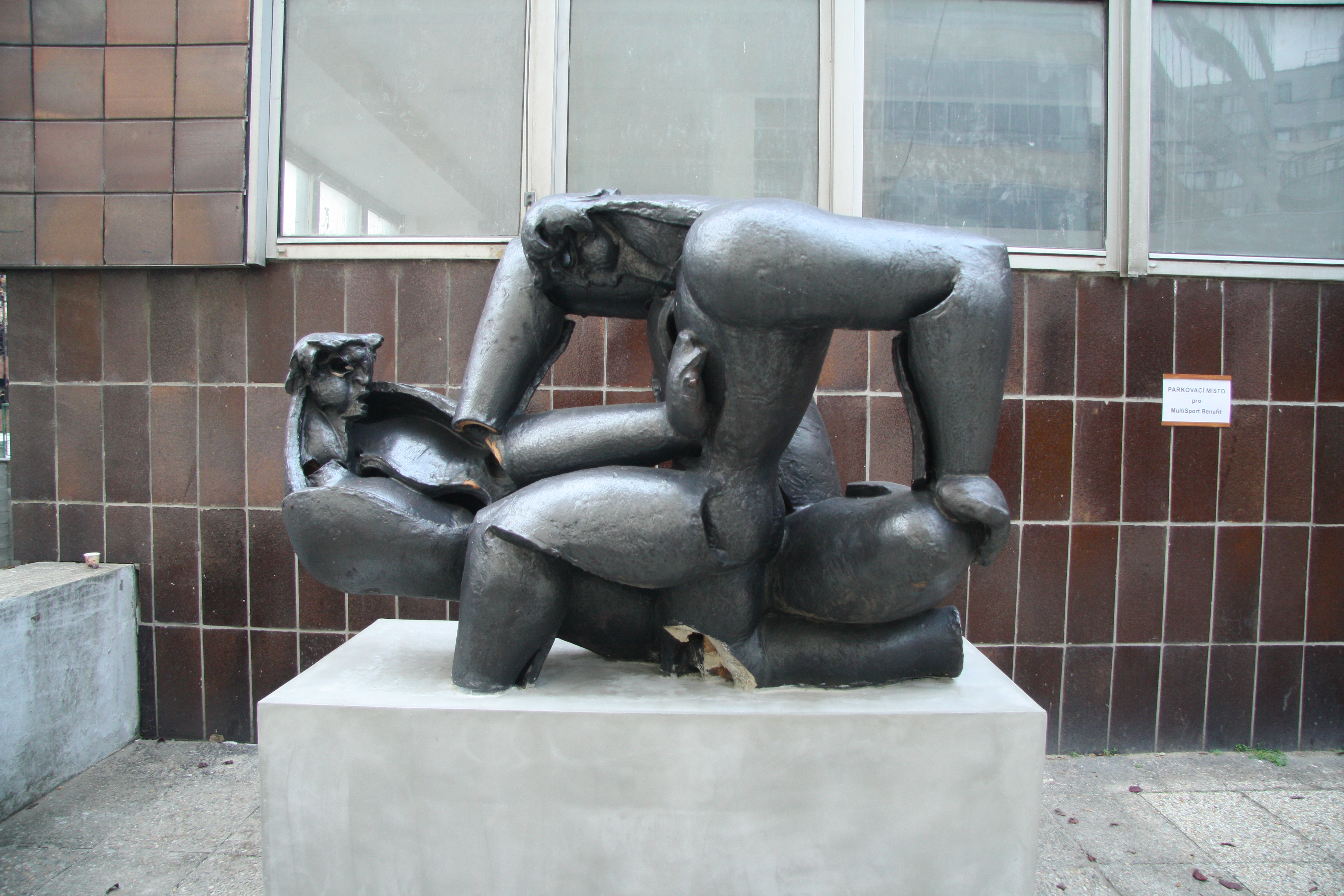
Sousoší, Praha Pankrác
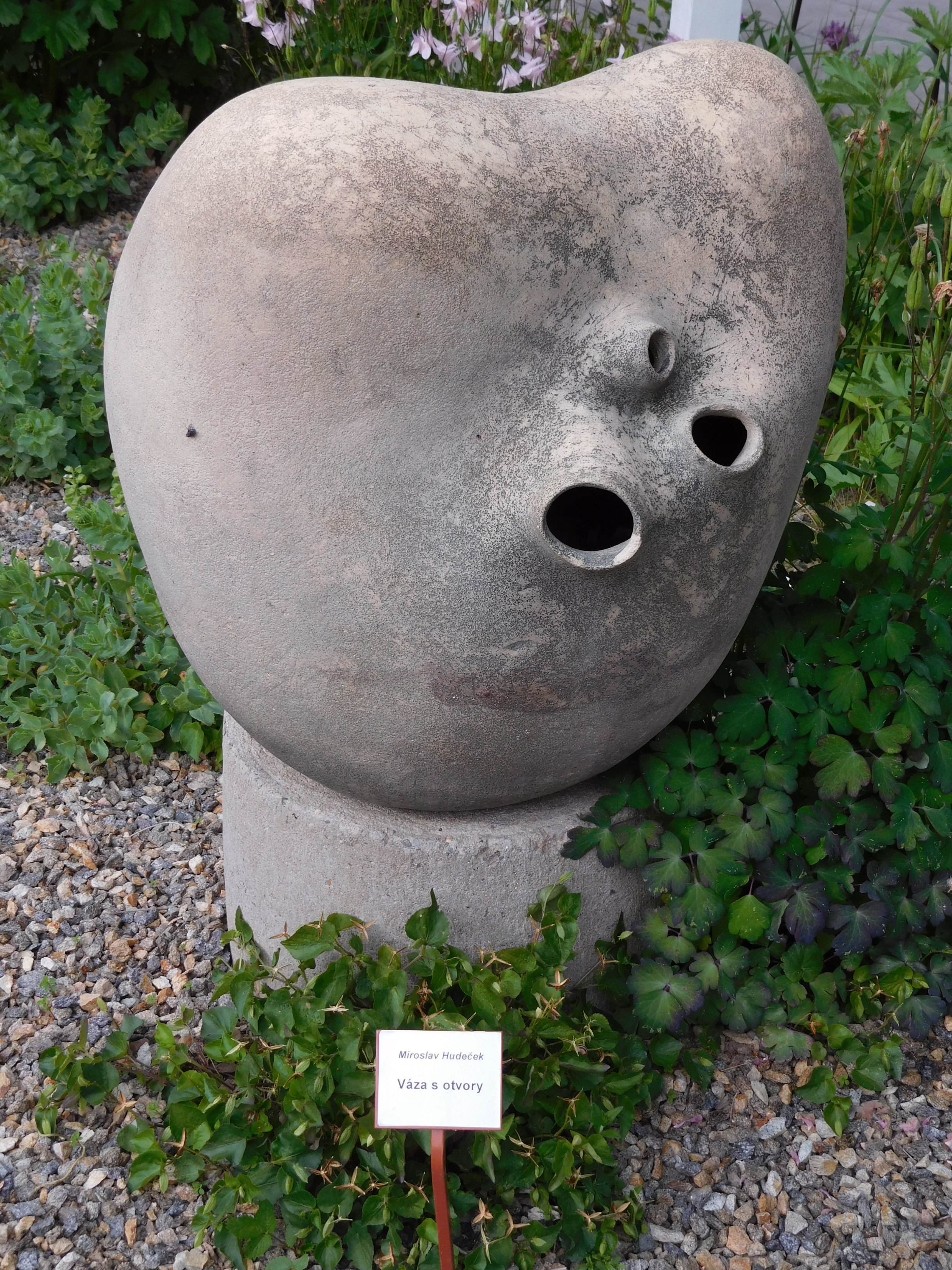
Plastika v zahradě v Průhonicích